# Агванларская баня
Агванларская баня — расположена на территории Государственного историко-архитектурного заповедника «Юхары баш» в городе Шеки и в настоящее время не используется по назначению. Название бани происходит от наименования района, в котором она находится. Точные сведения о строителе бани отсутствуют.
2 августа 2001 года решением Кабинета Министров Азербайджанской Республики баня была включена в список недвижимых памятников истории и культуры местного значения.
С 2001 года историческая часть Шеки претендовала на включение в Список всемирного наследия ЮНЕСКО. 7 июля 2019 года «исторический центр Шеки вместе с Ханским дворцом» был включен в Список всемирного наследия ЮНЕСКО.
Решением Кабинета Министров Азербайджанской Республики от 2 августа 2001 года № 132 баня была включена в список недвижимых памятников истории и культуры местного значения.. Это решение было принято на 43-й сессии Комитета всемирного наследия ЮНЕСКО, состоявшейся в Бакинском конгресс-центре. Агванларская баня, расположенная в историческом центре Шеки, также является частью Всемирного наследия.